# 珠坑乡
珠坑乡，是中华人民共和国江西省赣州市石城县下辖的一个乡镇级行政单位。

## 行政区划
珠坑乡下辖以下地区：
珠坑社区、珠坑村、塘台村、三和村、坳背村、竹溪村、高玑村和良溪村。